# Coniophoraceae
Coniophoraceae là một họ nấm thuộc bộ Boletales. Họ này gồm 6 chi và 28 loài.